# Сойка чубата
Сойка чубата (Platylophus galericulatus) — вид горобцеподібних птахів родини воронових (Corvidae), монотипний у роді чубата сойка (Platylophus). Поширена від М'янми і Таїланду на південь до Суматри, Яви і Борнео.

## Опис
Цих птахів легко впізнати по характерному чубчику на голові. Оперення у дорослих птахів залежно від підвиду може бути чорним або червонувато-коричневим. У всіх випадках на потилиці видна широка біла поперечна смуга. Дзьоб і ноги темно-сірі. Самці і самиці зовні схожі. У молодих птахів оперення на нижній частині тіла смугасте. Тіло завдовжки до 33 см. На островах Борнео і Суматра мешкає особливий підвид з характерним червонувато-коричневим оперенням.

## Спосіб життя
До цих пір їхні звички залишаються маловивченими. Сойки чубаті — дуже сміливі птахи і не поспішають відлетіти при появі людини, особливо якщо зайняті при цьому пошуками здобичі на гілках дерева. Ці сойки часто піднімають і опускають свій чубчик, а їх крики нагадують звук тріскачки. Чашоподібне гніздо будують на деревах з гілок. Живляться безхребетними.